# Megalurus
Megalurus és un gènere d'ocells de la família dels Locustèl·lids (Locustellidae).

## Taxonomia
Segons la classificació del Congrés Ornitològic Internacional (versió 13.2, 2023) el present gènere està format per només una espècie:
- Megalurus palustris - camperol d'aguamoll.

Anteriorment el gènere Megalurus incloïa espècies addicionals. Un estudi filogenètic molecular exhaustiu de la família dels locustèl·lids publicat el 2018 va trobar que Megalurus no era monofilètic. En la reorganització resultant, 5 espècies es van traslladar al gènere Poodytes ressuscitat i 4 espècies es van traslladar a Cincloramphus, deixant només el camperol d'aiguamoll a Megalurus.